# Gani Xhafolli
Gani Xhafolli (ur. 1945 w Drenocu, zm. 16 czerwca 2015) – jugosłowiański i kosowski poeta oraz autor literatury dziecięcej. Pracował także jako redaktor jednego z dziecięcych programów w Radio Televizioni i Prishtinës, był również redaktorem naczelnym czasopisma Zanore. Jego twórczość została doceniona przez kosowskiego ministra edukacji, nauki i technologii Arsima Bajramiego.

## Wybrana twórczość[1]
- Në gojë të gjarprit
- Po
- Princesha që fluturon
- Shtëpia me kulm teposhtë
- Te porta e edhave
- Të dua
- Vjershën s'e zë gjumi
- Zgjedhje
- Zog shiu